# Ielets
Ielets ou Elets (en russe : Елец) est une ville de l'oblast de Lipetsk, en Russie, et le centre administratif du raïon de Ielets. Sa population s'élevait à 104 349 habitants en 2018.

## Géographie
Ielets est située à 73 km — 87 km par la route — au nord-est de Lipetsk et à 350 km au sud de Moscou. La ville est arrosée par la rivière Sosna.
Elle est reliée par le chemin de fer à Moscou, Lipetsk, Orel, et Rostov, et se trouve sur l'autoroute M4.
Ses principales activités industrielles sont les carrières de craie, l’agroalimentaire (moulins à tabac, distilleries) et le textile (dentelles de Ielets).

### Climat
| Mois                                        | jan.       | fév.       | mars       | avril      | mai       | juin      | jui.      | août      | sep.      | oct.       | nov.       | déc.      | année      |
| ------------------------------------------- | ---------- | ---------- | ---------- | ---------- | --------- | --------- | --------- | --------- | --------- | ---------- | ---------- | --------- | ---------- |
| Température minimale moyenne (°C)           | −9,2       | −9,3       | −4,4       | 2,9        | 9         | 12,8      | 14,8      | 13,2      | 8,5       | 3,4        | −2,5       | −7,3      | 2,7        |
| Température moyenne (°C)                    | −6,6       | −6,4       | −1,2       | 7,8        | 14,9      | 18,4      | 20,5      | 19        | 13,2      | 6,7        | −0,3       | −4,8      | 6,8        |
| Température maximale moyenne (°C)           | −3,8       | −3,1       | 2,9        | 13,8       | 21,4      | 24,6      | 26,7      | 25,8      | 19,2      | 10,9       | 2,4        | −2,3      | 11,5       |
| Record de froid (°C) date du record         | −36,6 1987 | −37,8 1967 | −32,2 1964 | −16,1 1952 | −3,8 1999 | 0 1978    | 2,3 1992  | 1,8 1984  | −6,1 1996 | −12,8 1968 | −25,9 1998 | −35 1978  | −37,8 1967 |
| Record de chaleur (°C) date du record       | 7 2001     | 9,3 1990   | 19,9 2020  | 29 1975    | 36,1 2007 | 37,8 2010 | 38,7 2010 | 41,1 2010 | 34,8 2020 | 25 1999    | 18 2013    | 11,2 2012 | 41,1 2010  |
| Précipitations (mm)                         | 43         | 38         | 32         | 36         | 47        | 62        | 68        | 55        | 45        | 53         | 38         | 39        | 556        |
| dont neige (cm)                             | 16         | 24         | 18         | 1          | 0         | 0         | 0         | 0         | 0         | 0          | 2          | 9         | 70         |
| Record de pluie en 24 h (mm) date du record | 39 1985    | 24 2004    | 21 2013    | 25 1990    | 53 2013   | 79 1988   | 60 2001   | 73 1989   | 40 2002   | 54 2007    | 23 1980    | 26 1993   | 79 1988    |
| Nombre de jours avec précipitations         | 7          | 6          | 7          | 13         | 14        | 16        | 15        | 11        | 13        | 14         | 12         | 8         | 136        |
| Humidité relative (%)                       | 84         | 82         | 79         | 68         | 61        | 68        | 70        | 69        | 75        | 81         | 86         | 85        | 76         |
| Nombre de jours avec neige                  | 24         | 21         | 14         | 4          | 1         | 0         | 0         | 0         | 0,2       | 3          | 13         | 22        | 102        |
| Nombre de jours d'orage                     | 0          | 0          | 0,1        | 1          | 0,3       | 1         | 1         | 2         | 1         | 0,1        | 0,1        | 0         | 7          |
| Nombre de jours avec brouillard             | 3          | 4          | 4          | 2          | 1         | 0,4       | 1         | 1         | 2         | 4          | 6          | 4         | 32         |

| Diagramme climatique                                  |            |           |           |         |            |            |            |           |           |           |            |
| J                                                     | F          | M         | A         | M       | J          | J          | A          | S         | O         | N         | D          |
| −3,8−9,243                                            | −3,1−9,338 | 2,9−4,432 | 13,82,936 | 21,4947 | 24,612,862 | 26,714,868 | 25,813,255 | 19,28,545 | 10,93,453 | 2,4−2,538 | −2,3−7,339 |
| Moyennes : • Temp. maxi et mini °C • Précipitation mm |            |           |           |         |            |            |            |           |           |           |            |

## Histoire
Une citadelle est bâtie en 1146 à son emplacement. Elle est détruite à deux reprises par les Mongols en 1395 et 1414 et chaque fois reconstruite. Au XVIIe siècle elle devient un centre de négoce important au cœur d'une riche région agricole de terres noires. Ville réputée pour ses dentelles.
Aujourd'hui elle est redevenue un centre de communication et une industrie diversifiée y est installée.

## Patrimoine
|  |

## Population
Recensements (*) ou estimations de la population  :
| 1825   | 1856   | 1863   | 1897*  | 1920   | 1923*  | 1926*  | 1937*  |
| ------ | ------ | ------ | ------ | ------ | ------ | ------ | ------ |
| 12 385 | 23 188 | 26 505 | 46 956 | 42 235 | 39 398 | 43 239 | 58 396 |

| 1939*  | 1959*  | 1970*   | 1979*   | 1989*   | 2002*   | 2010*   | 2012    |
| ------ | ------ | ------- | ------- | ------- | ------- | ------- | ------- |
| 50 891 | 77 900 | 100 735 | 120 773 | 135 261 | 116 726 | 108 404 | 107 711 |

| 2013    | 2014    | 2015    | 2016    | 2017    | 2018    | 2019 | 2020 |
| ------- | ------- | ------- | ------- | ------- | ------- | ---- | ---- |
| 106 978 | 106 377 | 105 989 | 105 384 | 105 016 | 104 349 | -    | -    |

## Personnalités
- Tikhon Khrennikov (1913-2007), compositeur russe.
- Oleg Kopaïev (1937-2010), joueur et entraîneur de football soviétique.
- Marko Vovtchok (1833-1907), écrivain russe.
- Nikolaï Joukov (1908-1973), affichiste et illustrateur soviétique.